# Polyommatus nana
Polyommatus nana är en fjärilsart som beskrevs av Roger Grund 1908. Polyommatus nana ingår i släktet Polyommatus och familjen juvelvingar. Inga underarter finns listade i Catalogue of Life.